# Pogonioefferia frewingi
Pogonioefferia frewingi là một loài ruồi trong họ Asilidae. Pogonioefferia frewingi được Wilcox miêu tả năm 1966. Loài này phân bố ở vùng Tân Bắc giới.